# リーヴァイ・スタッブス
リーヴァイ・スタッブス（Levi Stubbs、1936年6月6日 - 2008年10月17日）は、アメリカ合衆国の歌手・俳優である。フォー・トップスのリード・ボーカルとして知られる。

## 来歴
1936年、ミシガン州のデトロイトに生まれる。同じくR&B歌手として知られるミュージシャンのジャッキー・ウィルソンは従兄にあたる。1954年に高校の時の友人ら4人のボーカル・グループ「Four Aims」を結成して歌手としての活動を開始した。その2年後の1956年にR&B系のレコード・レーベルであるチェス・レコードとの契約を機にグループ名を「フォー・トップス」へ改名。スタッブスは、リード・ボーカルとしてメンバーを支えた。しかし、なかなかヒット作に恵まれずナイトクラブなどのステージで活動を続けていたが、1963年に音楽プロデューサーのベリー・ゴーディから見出され、ゴーディが創業したレコードレーベルモータウンレコードに移籍している。モータウンレコードでは、1965年に発表した「アイ・キャント・ヘルプ・マイセルフ」という楽曲が全米No.1ヒットを放ったのを機に、次々とヒット曲を連発させ、フォート・トップスは人気ボーカル・グループとして好評を博した。
スタッブス自身は歌手としての活動以外にも声優として活動し、1986年にはフランク・オズ監督のミュージカル映画『リトル・ショップ・オブ・ホラーズ』に声の出演を果たす。同作ではリック・モラニス演じる主人公が育てる人食い植物の声を担当し、その歌声も披露した。1989年から1991年まではアメリカ合衆国とカナダ合作のアニメ番組『Captain N: The Game Master』へも声優として出演した。

### 私生活
1960年に結婚し、二人の間には5人の子供がいる。

### 死去
1995年に癌を患い、フォー・トップスとしてのツアー活動などを休止して自宅療養を行っていたが、2008年10月17日に自宅で死去した。72歳だった。

## フィルモグラフィ

### 映画
- 『リトル・ショップ・オブ・ホラーズ』 - Little Shop of Horrors (1986年)

### テレビ番組
- Captain N: The Game Master (1986年 - 1991年)
- Captain N and the New Super Mario World (1991年)